# ماثيو هال
ماثيو هال (30 أكتوبر 1981 في المملكة المتحدة - )  (بالإنجليزية: Matthew Hall)‏ هو لاعب كريكت بريطاني. لعب مع Derbyshire Cricket Board ‏.